# Cosas de la edad (álbum)
Cosas de la edad es un álbum del grupo Modestia Aparte perteneciente a la compañía discográfica Kainos, editado en el año 1990 y compuesto por 10 canciones.

## Lista de canciones
| N.º | Título                      | Duración |  |
| 1.  | «Es por tu amor»            |          |  |
| 2.  | «Sobre el ojo del huracán»  |          |  |
| 3.  | «Cosas de la edad»          |          |  |
| 4.  | «Sin gloria ni razón»       |          |  |
| 5.  | «Melancólico total»         |          |  |
| 6.  | «Pasión»                    |          |  |
| 7.  | «Mil historias»             |          |  |
| 8.  | «Te lo has buscado, Morgan» |          |  |
| 9.  | «Nunca lo sabrás»           |          |  |
| 10. | «Al sur»                    |          |  |